# Good Morning Good Morning
"Good Morning Good Morning" uma canção composta por John Lennon (creditada a Lennon/McCartney) e lançada pela banda britânica The Beatles no álbum Sgt. Pepper's Lonely Hearts Club Band.
Segundo John Lennon, Good Morning Good Morning é a canção mais irritante da face da terra. A inspiração para a canção de Lennon foi um comercial de televisão da Kellogg 's Corn Flakes. O texto do comercial era: "Bom dia! Bom dia! O melhor para você cada manhã, lanche Sunshine, Kellogg's Corn Flakes. Cheio de diversão". A música é bem animada com Lennon cantando, acompanhado de McCartney no refrão.O final da faixa pode ser descrita como um caos gravado: uma caça às raposas que se desenrola pelos canais, culminando no cacarejar de uma galinha, que George Martin notou soar como nota de guitarra que abre a faixa seguinte. Ele cuidadosamente editou esse som para fundir o cacarejo e o som da guitarra, e com isso somos "transportados da fazenda para o teatro". A gravação ainda contou com a ajuda de uma banda de metais de Liverpool, os Sounds Incorporated. Eles eram muito amigos dos Beatles.

## Ficha Técnica
- John Lennon - Vocal, guitarra rítmica, vocal de apoio
- Paul McCartney: Baixo, guitarra solo, bumbo, vocal de apoio
- George Harrison: pandeirola, vocal de apoio
- Ringo Starr: bateria
- Sounds Incorporated: Três saxofones, dois trombones e uma trompa.